# Dave Gilbert (Snookerspieler)
Dave Gilbert (* 15. August 1961) ist ein ehemaliger englischer Snookerspieler, der zwischen 1985 und 1995 für zehn Saisons als Profispieler aktiv war. In dieser Zeit erreichte er neben Rang 57 der Snookerweltrangliste und dem Achtelfinale der International Open 1987 das Finale des zweiten Events der Turnierserie WPBSA Non-Ranking 1989.

## Karriere

### Amateurzeit
1978 machte Gilbert erstmals auf sich aufmerksam, als er beim U19-Wettbewerb der English Amateur Championship unter anderem Wayne Jones besiegte und das Finale erreichte, sich in diesem aber Joe O’Boye geschlagen geben musste. Ein Jahr später nahm er an den Pontins Spring Open teil und schied im Viertelfinale wegen einer 3:4-Niederlage gegen den mehrfachen Weltmeister John Spencer aus. 1980 unterlag er im Qualifikations-Achtelfinale der English Amateur Championship Jimmy White, erreichte aber bei den Pontins Spring Open mit Siegen über Dean Reynolds, Ex-Vize-Weltmeister Perrie Mans und dem damals amtierenden Weltmeister Terry Griffiths das Halbfinale, verlor aber in diesem gegen Willie Thorne. Nachdem er 1981 bei der English Amateur Championship in der gleichen Runden wie im Vorjahr ausgeschieden war, nahm er 1983 und 1985 jeweils an den Pontins Spring Open teil, ohne jedoch über das Achtelfinale hinaus zu kommen. 1985 wurde er schließlich Profispieler.

### Profikarriere
Gilberts erste Profisaison, die Saison 1985/86, verlief für den jungen Engländer durchaus erfolgreich; er erreichte beim Grand Prix und bei den British Open die Runde der letzten 64 sowie bei der English Professional Championship und bei der Snookerweltmeisterschaft die Runde der letzten 48. Folglich platzierte er sich sofort auch auf der Weltrangliste, genauer gesagt auf Rang 72. Ein Jahr später war er jedoch auf Rang 82 abgerutscht, da er während der folgenden Saison nur ein einziges Spiel gewonnen hatte. Während der Spielzeit 1987/88 erreichte er jedoch sowohl beim Classic als auch bei den British Open die Runde der letzten 64 sowie bei der English Professional Championship die Runde der letzten 32. Zudem stellte er bei den International Open mit einer Teilnahme am Achtelfinale das beste Resultat bei einem Ranglistenturnier während seiner Karriere auf. Auf der Weltrangliste verbesserte er sich auf Rang 57, der besten Platzierung seiner damals noch jungen Karriere.
Die nächsten drei Spielzeiten waren in Sachen Ranglistenturniere geprägt von Niederlagen in einer Runde der letzten 64 oder in einer Runde der letzten 96; Höhepunkte waren die Teilnahme an der Runde der letzten 48 der Snookerweltmeisterschaft 1989, an der Runde der letzten 32 der Asian Open 1989 und an derselben Runde des International One Frame Shoot-out 1990. Besser schnitt Gilbert aber bei Non-ranking-Turnieren, insbesondere der Turnierserie WPBSA Non-Ranking, ab. So erreichte er insgesamt zweimal eine Runde der letzten 32 sowie das Achtelfinale des zweiten WPBSA-Non-Ranking-Events 1988. Eine Überraschung war aber das zweite Event des Jahrgangs 1989 der Turnierserie, bei dem Gilbert unter anderem Jack McLaughlin und Tony Chappel besiegte und schlussendlich das Finale erreichte. In dem einzigen Finale eines Profiturnieres seiner Karriere verlor er jedoch mit 6:9 gegen Ken Owers. Doch wegen seiner relativ schlechten Ergebnisse bei den Ranglistenturnieren rutschte er innerhalb der drei Saisons auf der Weltrangliste bis auf Rang 91 ab.
Nun folgte jedoch ein finaler Formeinbruch: während der Saison 1991/92 gewann Gilbert nur ein einziges Spiel und stürzte infolgedessen auf Rang 154 der Rangliste ab. Wegen mehrerer Siege in der anschließenden Saison gelang es ihm zwar, den negativen Trend zu verlangsamen, doch nach einer wieder gesunkenen Siegesquote während der Saison 1993/94 – trotz einer Teilnahme an der Runde der letzten 96 bei den British Open 1994 – setzte sich der negative Trend beinahe unverändert fort, wodurch Gilbert 1994 nur noch auf Rang 206 geführt wurde. In der nächsten Saison meldete er sich schließlich nur noch für zwei Turniere an, gab aber die jeweiligen Auftaktspiele kampflos auf. Anschließend verlor er seinen Ranglistenplatz und zugleich nach zehn Jahren auch seinen Profistatus.

## Erfolge
| Ausgang         | Jahr   | Turnier                                        | Finalgegner | Ergebnis |
| --------------- | ------ | ---------------------------------------------- | ----------- | -------- |
| Amateurturniere |        |                                                |             |          |
| Zweiter         | 1978   | English Amateur Championship – U-19-Wettbewerb | Joe O’Boye  | 0:3      |
| Profiturniere   |        |                                                |             |          |
| Zweiter         | 1989/2 | WPBSA Non-Ranking                              | Ken Owers   | 6:9      |